# Jüdischer Friedhof (Echzell)
Der Jüdische Friedhof Echzell ist ein Friedhof in der Gemeinde Echzell im Wetteraukreis in Hessen.
Der 1004 m² große jüdische Friedhof liegt östlich des Ortes unmittelbar am Waldrand zwischen einem Parkplatz am Waldrand und dem Sportplatz der Internatsschule Lucius. Über die Anzahl der Grabsteine liegen keine Angaben vor.

## Geschichte
Der Friedhof wurde vermutlich Mitte der 1860er-Jahre angelegt. Mit dem Bau der Synagoge in Echzell 1863/64 zog die jüdische Gemeinde von Bisses nach Echzell um. Im Zusammenhang damit wurde der Friedhof in Bisses aufgegeben und ein neuer in Echzell angelegt. Das älteste datierbare Grab auf dem Echzeller Friedhof ist aus dem Jahr 1887. Im Jahr 1931 wurde der Friedhof geschändet: Der Eingang sowie mehrere Grabsteine wurden mit Hakenkreuzen und unflätigen Inschriften beschmiert.